# 哈德逊河畔黑斯廷斯
哈德遜河畔黑斯廷斯（英語：Hastings-on-Hudson, New York）是美國紐約州威斯特徹斯特縣的一個村莊，位於格林堡鎮的西南部。它是紐約市的一個郊區，位於曼哈頓中城以北約20英里（32公里），並設有大都會北線哈德遜站。哈德遜河畔哈斯廷斯的北部是多布斯費里村，南部是揚克斯市，東部則是格林堡的非建制地區。截至2020年美國人口普查，其人口為8,590人。